# Happy Days (canción)
«Happy Days» es el cuarto sencillo de la cantautora japonesa Ai Otsuka. Fue lanzado al mercado el día 7 de julio del año 2004 bajo el sello avex trax.

## Información
El primer sencillo lanzado tras el primer álbum de estudio de Ai. Con este sencillo invitan por primera vez a Ai a participar en un comercial para la televisión, que en este primer caso fue para Ice Box de Morinaga, y también fue utilizado como tema imagen de un campeonato nacional en Japón donde participan varias universidades y estudiantes en concursos de sabiduría. En este sencillo hay un evidente cambio en su estilo musical, llevado por primera vez su música a ritmos mucho más típicos del Rock -con el claro elemento de la guitarra eléctrica-, pero de manera bastante liviana y sin alejarse del J-Pop y su imagen. En la canción utiliza la poco usual técnica de interpretar gran parte del tema por medio de un megáfono, y en el coro su voz se escucha con un tono mucho más agudo que el que regularmente usa, pero que es algo característico de ella y que se pudo apreciar por primera vez en "Sakuranbo".

## Canciones

### CD
1. «Happy Days»
2. «Hoshikuzu» (星くず?)
3. «Happy Days» (Instrumental)
4. «Hoshikuzu» (星くず?) (Instrumental)

### DVD
1. «Happy Days»

- Datos: Q3127178